# Giants: Citizen Kabuto
Giants: Citizen Kabuto (укр. Велетні: Громадянин Кабуто) — відеогра в жанрі шутера від третьої особи з елементами стратегії в реальному часі. Розроблена компанією Planet Moon Studios та випущена в грудні 2000 року.
У грі відбувається боротьба між представниками трьох рас: Морські женці (Sea Reapers), Мекарини (Meccaryn), та гігантом Кабуто (Kabuto). Кожна раса має свої відмінні риси і цілі — захоплення планети або боротьба за свою власну свободу і незалежність.